# ネイビー島

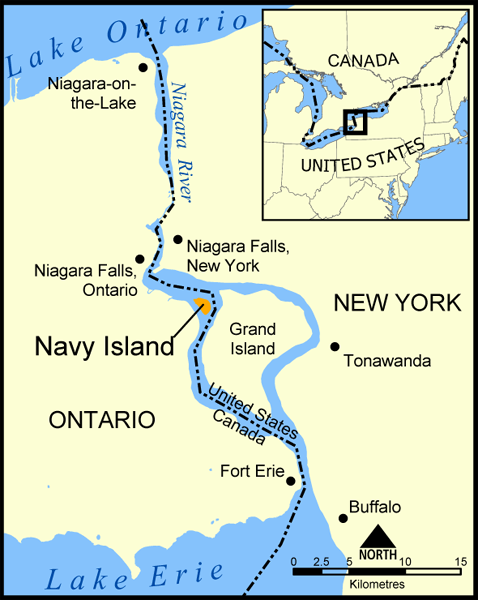
島の位置

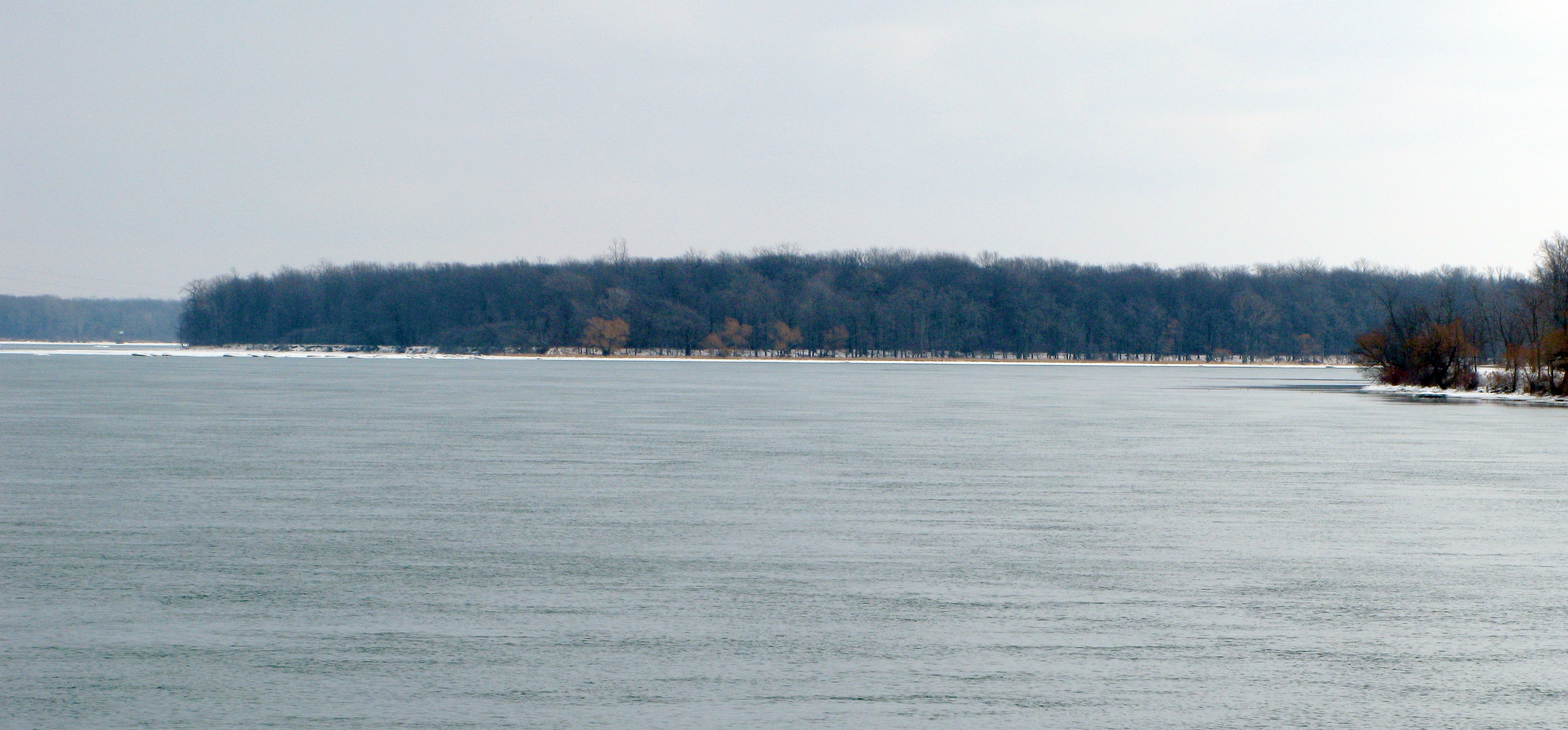
オンタリオ州側から見た島

ネイビー島 (Navy Island) はナイアガラ川にある無人島。カナダのオンタリオ州に属する。カナダ滝の上流約4.5kmに位置する。面積約1.2 km2。国定史跡となっている。
フランス領時代、ここでは五大湖で運用される船が4隻建造された。1763年にイギリス領となると造船所が作られ、米英戦争時には部隊が駐屯した。1837年ウィリアム・ライアン・マッケンジー (William Lyon Mackenzie) とその支持者が島を占拠しカナダ共和国 (Republic of Canada) を宣言した。1838年1月11日に反乱者は島から追い払われアメリカ合衆国側へと撤収した。
1875年に夏の行楽地としてホテルが建設されたが、1910年に焼失した。ネイビー島は国際連合の本部の場所として提案されたが、結局その案は採用されなかった。